# Gipcy
 Gipcy  es una población y comuna francesa, situada en la región de Auvernia, departamento de Allier, en el distrito de Moulins y cantón de Souvigny.
Uno de los personajes que se asocia con esta comunidad es Chevenard Pierre, miembro de la Academia de Ciencias. Era dueño de una propiedad llamada La Chaume.

## Demografía
| 568 | 540 | 641 | 667 | 716 | 661 | 751 | 709 | 669 | 662 | 701 | 747 | 796 | 801 | 813 | 748 | 673 | 667 | 690 | 627 | 556 | 551 | 510 | 551 | 531 | 454 | 446 | 382 | 303 | 292 | 273 | 233 |
| Para los censos de 1962 a 1999 la población legal corresponde a la población sin duplicidades (Fuente: INSEE [Consultar]) |     |     |     |     |     |     |     |     |     |     |     |     |     |     |     |     |     |     |     |     |     |     |     |     |     |     |     |     |     |     |     |